# Прапор Шяуляйського повіту
Прапор Шяуляйського повіту (лит. Šiaulių apskrities vėliava) є офіційним символом Шяуляйського повіту, одного з повітів Литовської Республіки.

Герб Ягеллонів

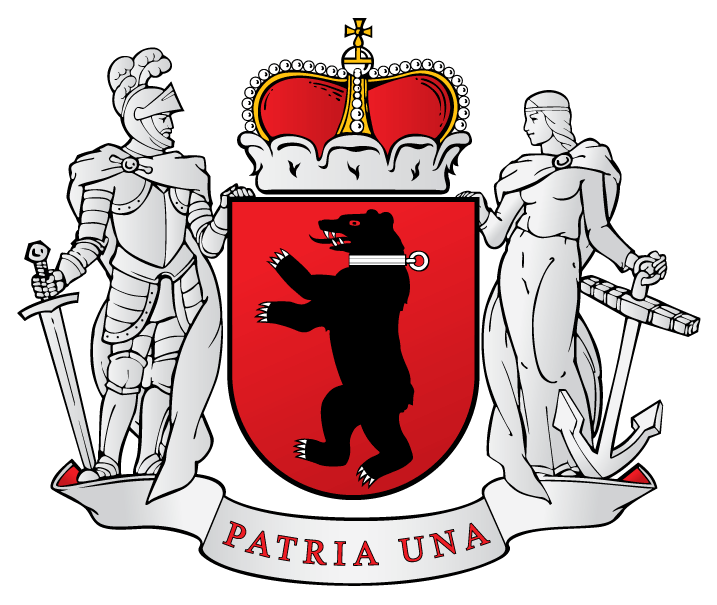
Герб Жмуді

## Опис
Прапор становить собою прямокутне полотнище зі співвідношенням ширини до довжини як 5:6. На срібному полі спинається чорний ведмідь зі срібним озброєнням: зубами, язиком і пазурами; на синій облямівці десять золотих литовських подвійних хрестів.

## Історія
Прапор Шяуляйського повіту затверджено Декретом президента Литви за № 352 від 26 січня 2004 року.
Автор еталонного зображення — художник Роландас Римкунас.

## Зміст
Сюжет з чорним ведмедем з ошийником походить з герба історичної Жмуді (Жемайтії), частину території якої займає сучасний повіт. Герб Жмуді з ведмедем відомий з XVI століття і постійно згадується в різних гербовниках, а наприкінці XVIII століття фігурував на Шяуляйських повітових печатках. Для відмінності від герба Жмуді в символі повіту ведмідь поданий без ошийника, а поле замінене на срібне.
Синя облямівка з десятьма ягеллонськими хрестами (хрестами з чотирма раменами) — загальний елемент для прапорів повітів Литви. Ягеллонський хрест символізує Литву, число 10 вказує на кількість повітів, золото в синьому полі — традиційні кольори ягеллонського хреста.